# Comitato esecutivo dell'Internazionale Comunista

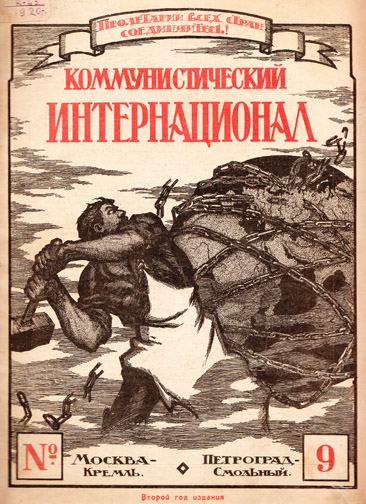
L'organo ufficiale del CEIC fu la rivista Internazionale Comunista, inizialmente pubblicata in edizioni in russo, francese, tedesco e inglese

Il Comitato esecutivo dell'Internazionale Comunista (CEIC), in russo Исполнительный комитет Коммунистического интернационала, ИККИ?, Ispolnitel'nyj komitet Kommunističeskogo internacionala, IKKI), fu un'autorità governativa del Comintern. Fu istituito nel 1919 dal Congresso fondativo dell'organizzazione e fu sciolto con il resto del Comintern nel maggio 1943.

## Membri
Il Comitato esecutivo dell'Internazionale Comunista veniva eletto, secondo criteri e modalità mutate nel tempo, dai Congressi dell'Internazionale comunista. Esso fu presieduto da Grigorij Zinov'ev dal 1919 al 1926. Durante il periodo di esistenza del Comintern, hanno fatto parte del CEIC, tra gli altri:
- Tom Bell, Gran Bretagna
- Jan Berzin, Unione Sovietica
- Amadeo Bordiga, Italia
- Earl Browder, Stati Uniti
- Tim Buck, Canada
- Nikolaj Bucharin, Unione Sovietica
- Marcel Cachin, Francia
- Chou En-lai, Cina
- Georgi Dimitrov, Bulgaria
- Jacques Duclos, Francia
- William Z. Foster, Stati Uniti
- Willie Gallacher, Gran Bretagna
- Klement Gottwald, Cecoslovacchia
- Antonio Gramsci, Italia
- Sergej Gusev, Unione Sovietica
- Nicholas Hourwich, Stati Uniti
- Jules Humbert-Droz, Svizzera
- Lev Kamenev, Unione Sovietica
- Sen Katayama, Giappone
- L. E. Katterfeld, Stati Uniti
- Vasil Kolarov, Bulgaria
- Béla Kun, Ungheria
- Otto Kuusinen, Finlandia
- Jay Lovestone, Stati Uniti
- Solomon Lozovskij, Unione Sovietica
- Arthur MacManus, Gran Bretagna
- Dmitrij Manuil'skij, Unione Sovietica
- Mao Zedong, Cina
- André Marty, Francia
- Vjačeslav Molotov, Unione Sovietica
- Willi Münzenberg, Germania
- Walton Newbold, Gran Bretagna
- Wilhelm Pieck, Germania
- Osip Pjatnickij, Unione Sovietica
- Harry Pollitt, Gran Bretagna
- Karl Radek, Unione Sovietica
- Mátyás Rákosi, Ungheria
- John Reed, Stati Uniti
- Alfred Rosmer, Francia
- M.N. Roy, India
- László Rudas, Ungheria
- Charles Emil Ruthenberg, Stati Uniti
- Yrjö Sirola, Finlandia
- Bohumir Smeral, Cecoslovacchia
- Boris Souvarine, Francia
- Stalin, Unione Sovietica
- Pēteris Stučka, Lituania
- Ernst Thälmann, Germania
- Maurice Thorez, Francia
- Palmiro Togliatti, Italia
- Michail Tomskij, Unione Sovietica
- Lev Trockij, Unione Sovietica
- Wang Ming, Cina
- David Wijnkoop, Olanda
- Clara Zetkin, Germania
- Grigorij Zinov'ev, Unione Sovietica